# Alondes Williams

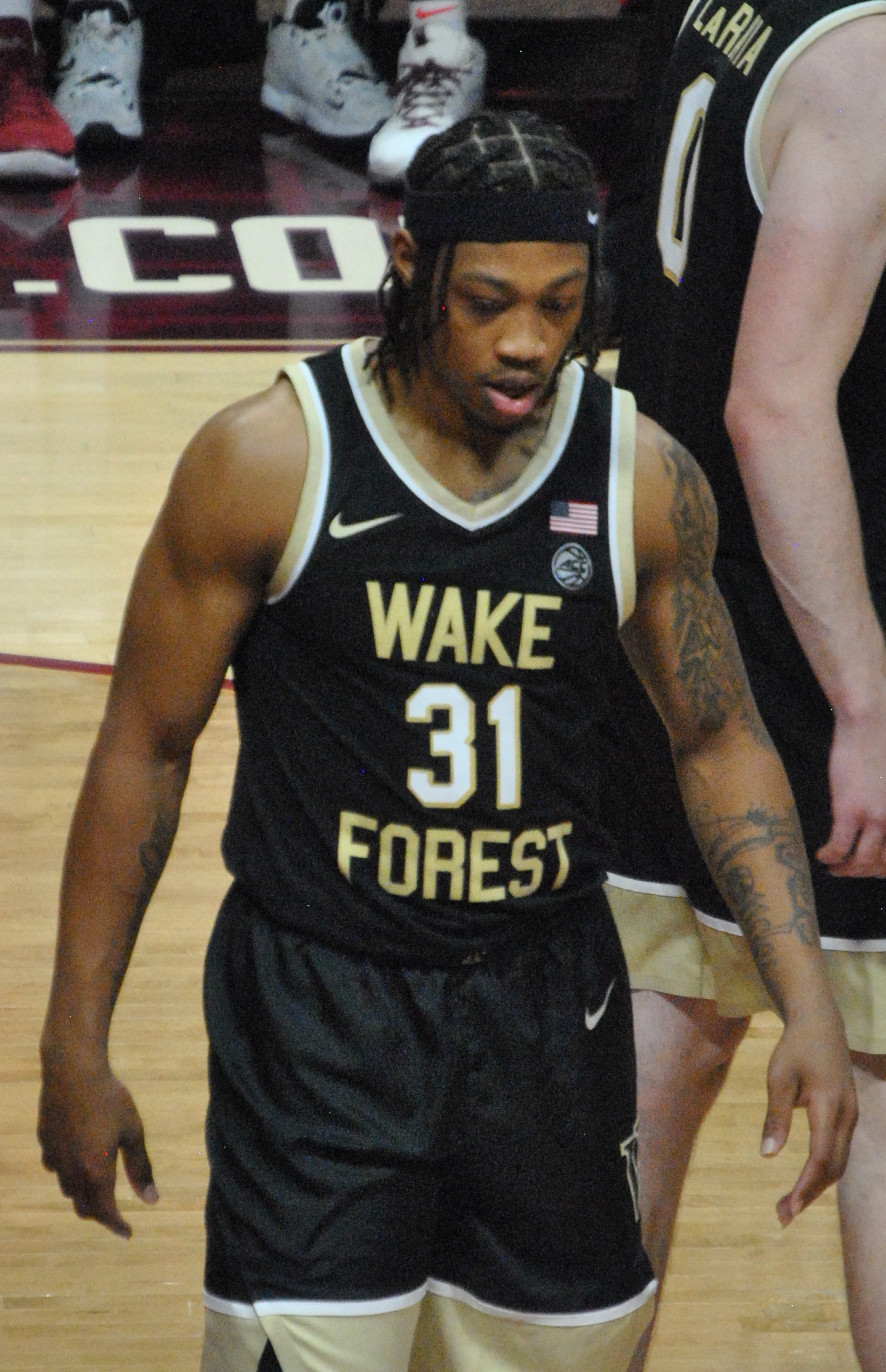
Alondes Williams, 2021.

Alondes Louis Williams, född 19 juni 1999 i Milwaukee i Wisconsin, är en amerikansk professionell basketspelare (PG/SG) som spelar för Detroit Pistons i National Basketball Association (NBA). Han har tidigare spelat för Brooklyn Nets och Miami Heat.
Williams blev aldrig NBA-draftad.
Innan han blev proffs studerade Williams först vid University of Oklahoma och spelade för universitetets idrottsförening Oklahoma Sooners. Han blev senare överförd till Wake Forest University för spel i Wake Forest Demon Deacons.